# 슈퍼로봇대전 D
《슈퍼로봇대전 D》(일본어: スーパーロボット大戦D)는 슈퍼로봇대전 시리즈에 등장하는 반프레스토의 2003년 8월 8일 발매된 GBA용의 4번째 슈퍼로봇대전이다. 카가미 토시야가 담당했으며, 캐치 프라이즈는 「지구 소멸(地球消滅)」 D는 '운명'이라는 의미의 영단어 'Destiny'의 약자이다.